# Mai Đình Tới
Mai Đình Tới (sinh 1959) là nghệ sĩ chơi nhạc cụ dân tộc Việt Nam. Ông sinh tại Vĩnh Lộc, Thanh Hóa, tốt nghiệp khoa âm nhạc dân tộc năm 1983 với chuyên môn: thổi sáo, thổi kèn, đánh đàn bầu. Ông nổi tiếng với tiết mục độc đáo vừa thổi sáo - vừa đánh trống chân đoạt Huy chương bạc trong cuộc thi Diễn tấu nhạc cụ toàn quốc năm 1992. Ngoài ra ông còn có nhiều tiếp mục độc đáo khác như: dùng chai nước ngọt hay ống dây nước bằng nhựa chơi như sáo; gõ chén bát giống như đàn đá; với 2 bóng đèn neon kéo vào nhau như chơi đàn nhị; thổi ống sáo bằng một mũi hoặc hai lỗ mũi thổi 2 sáo, thổi kèn bằng lá cây...
Ông đã đạt được một số danh hiệu như Kỷ lục Guinness Việt Nam, Kỷ lục vàng, Những chuyện lạ Việt Nam, và đã được ghi tên vào sách Kỷ lục Guinness Thế giới vào năm 2006.
Ngày 26/3/2018, "quái kiệt" Mai Đình Tới và vợ là Nghệ sĩ đàn bầu Hoàng Cầm đã tổ chức Lễ khai trương phòng thu âm (Studio) mang tên mình, tọa lạc tại địa chỉ 34/19A1 Hẻm 434 Bình Quới, Phường 28, Quận Bình Thạnh, Thành phố Hồ Chí Minh. Studio tuy nhỏ nhắn nhưng được đầu tư trang thiết bị hiện đại nhất kèm theo đội ngũ kỹ thuật viên nhiều kinh nghiệm.